# Torgormack
Torgormack is een dorp in de buurt van Beauly in de Schotse lieutenancy Inverness in het raadsgebied Highland.